# Премия «Грэмми» лучшему новому исполнителю

Члены группы The Beatles: Джон Леннон, Пол Маккартни, Ринго Старр и Джордж Харрисон (Грэмми-1965)

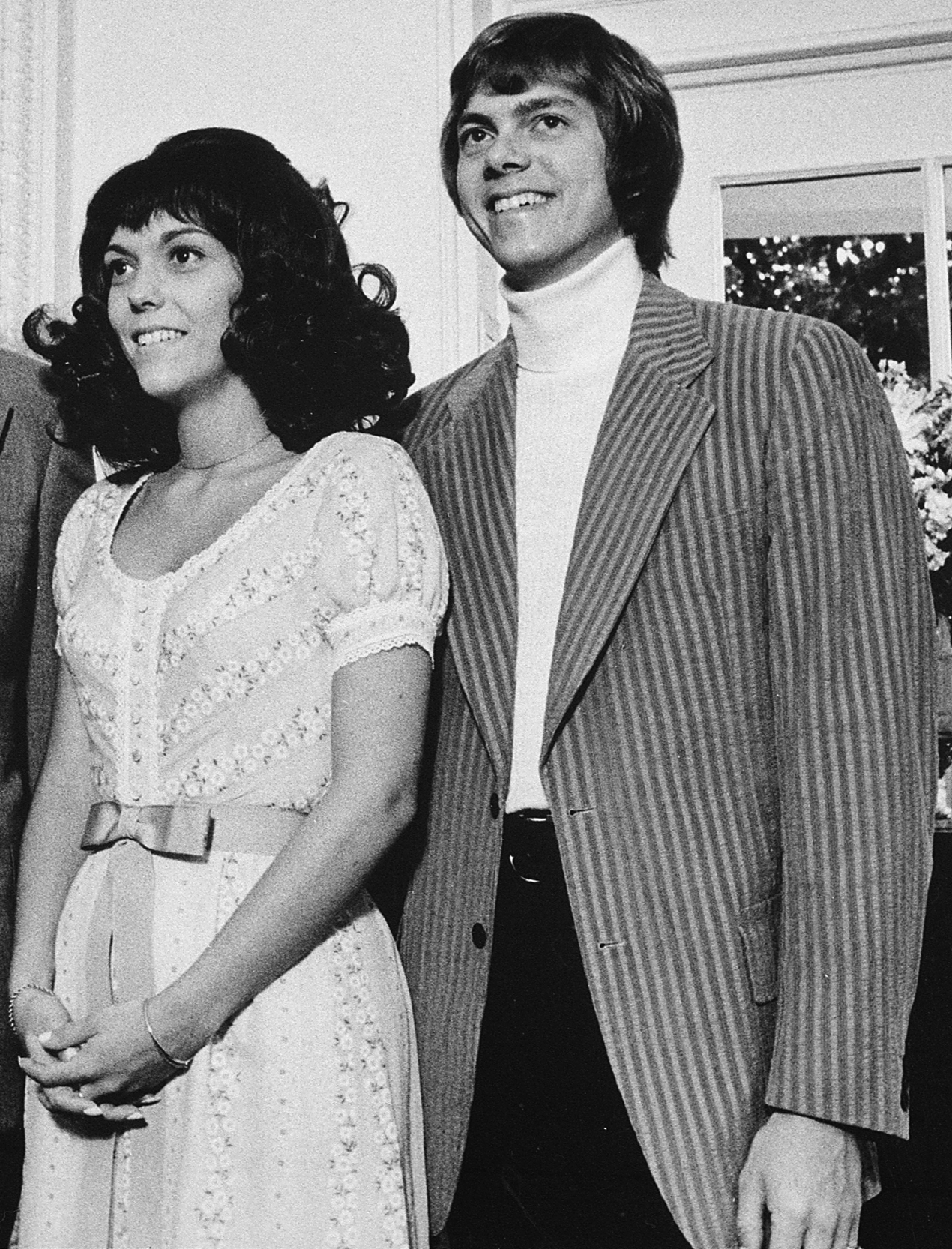
Члены дуэта The Carpenters: Карен Карпентер и Ричард Карпентер

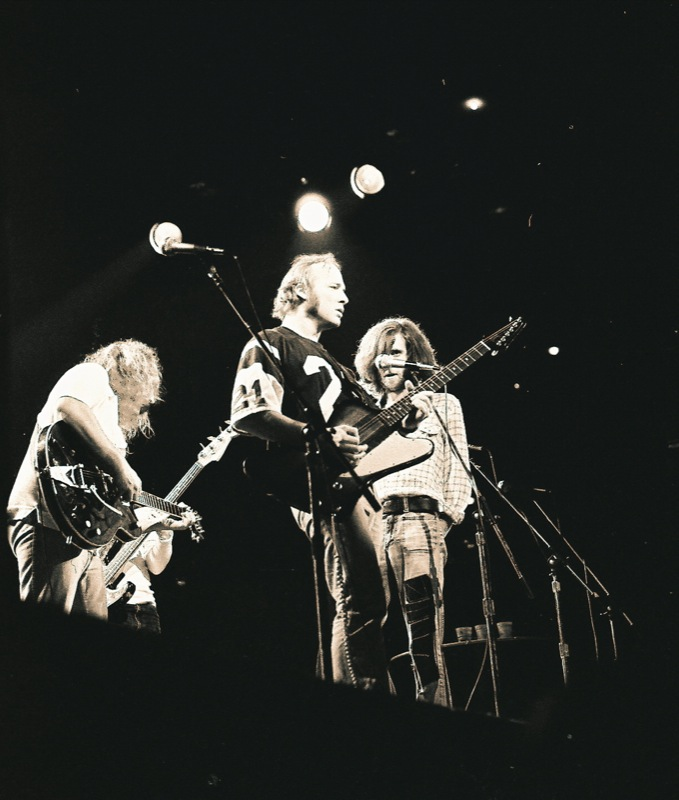
Crosby, Stills, Nash & Young

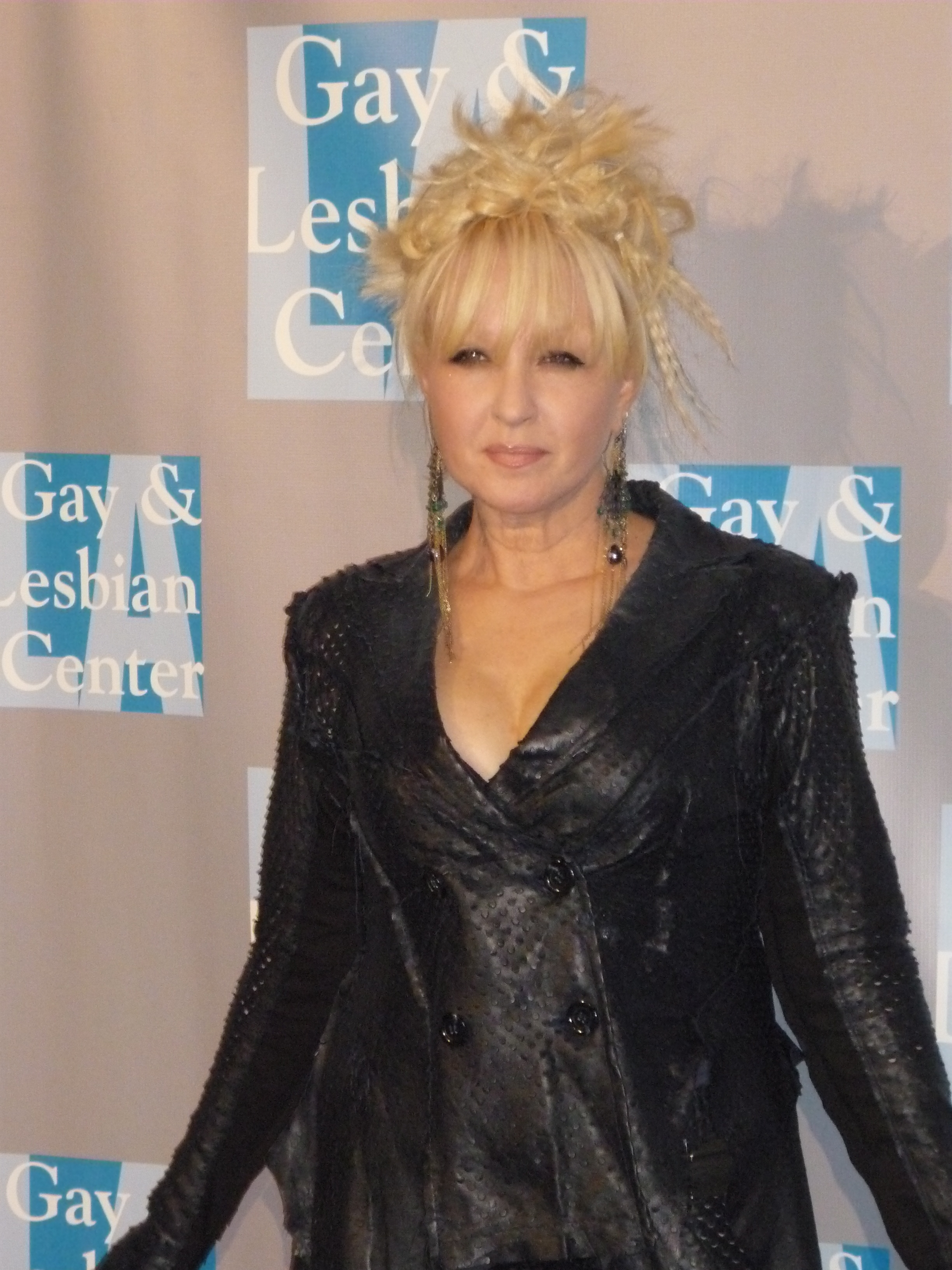
Синди Лопер

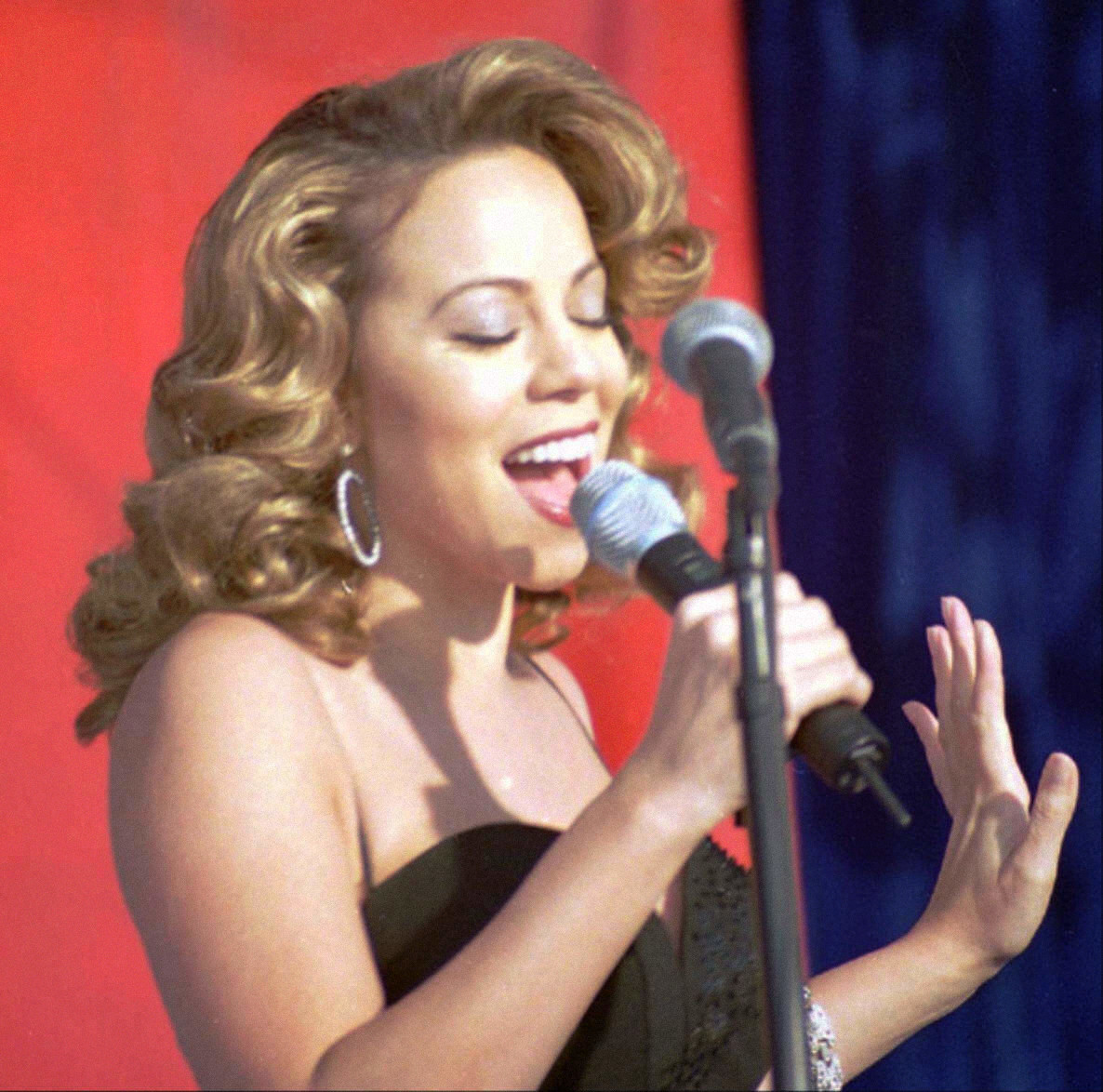
Мэрайя Кэри

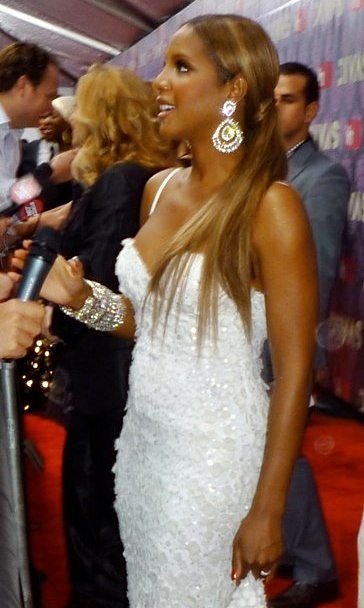
Тони Брэкстон

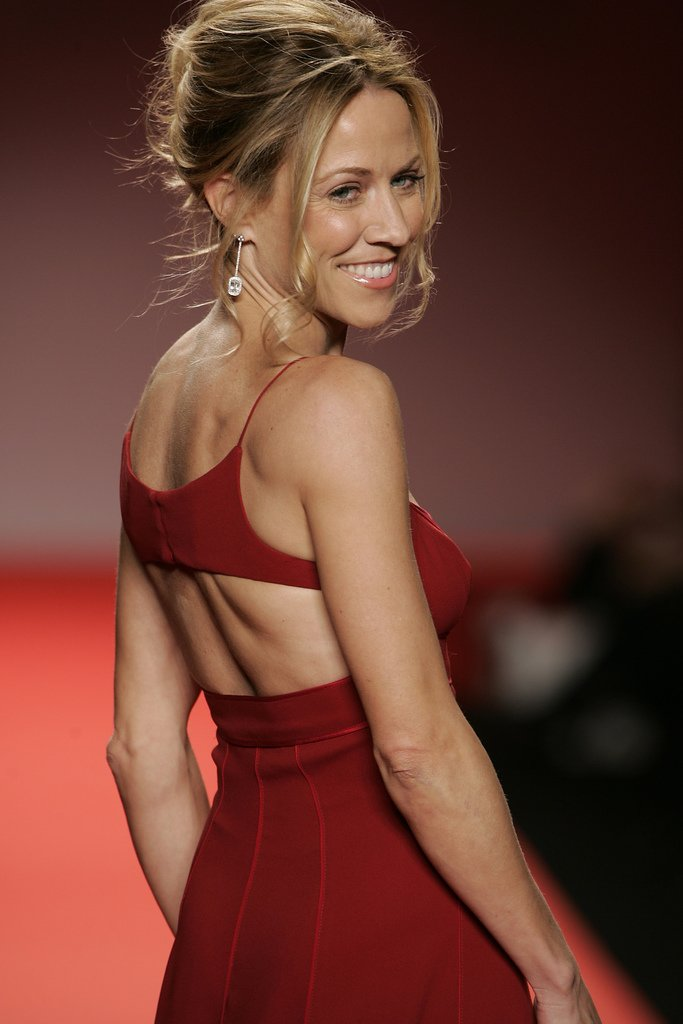
Шерил Кроу

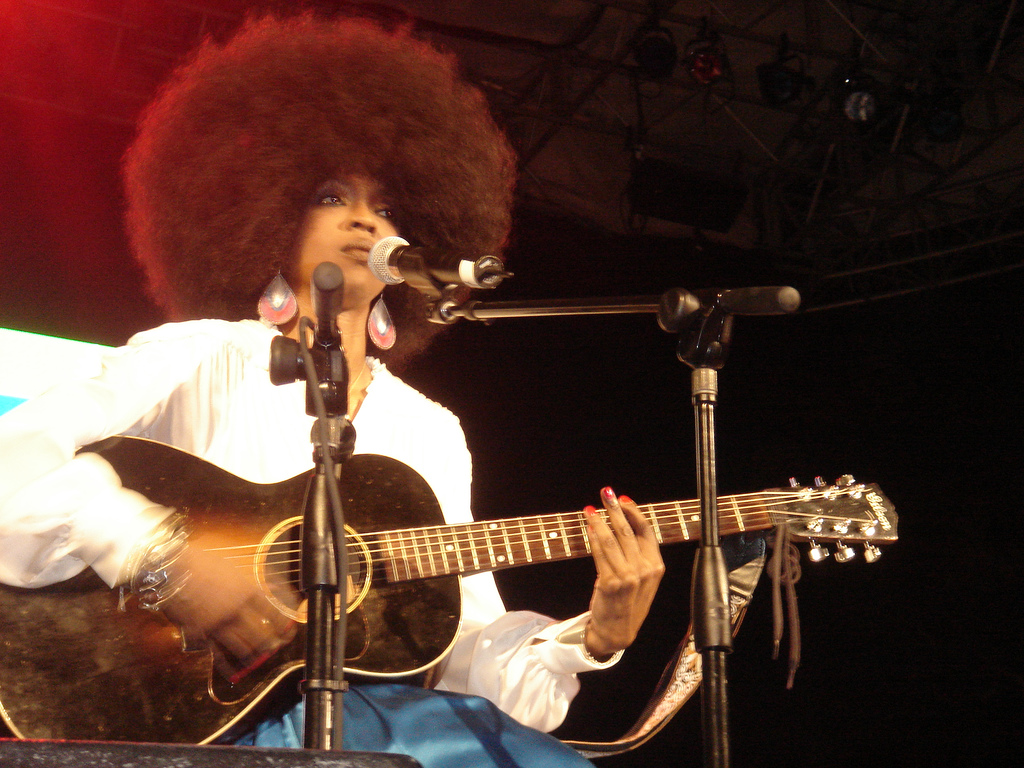
Лорин Хилл

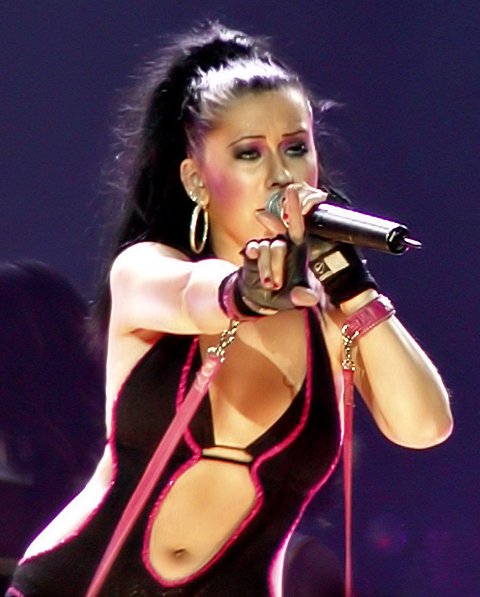
Кристина Агилера

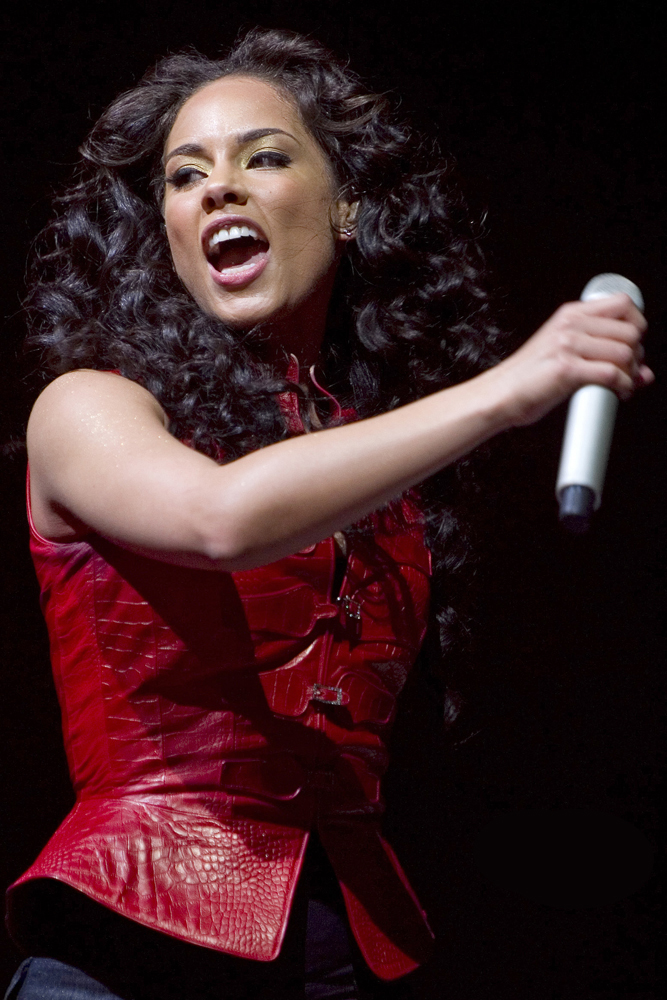
Алишия Кис

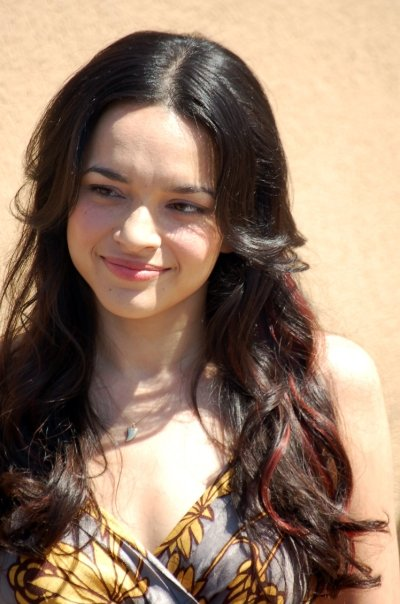
Нора Джонс

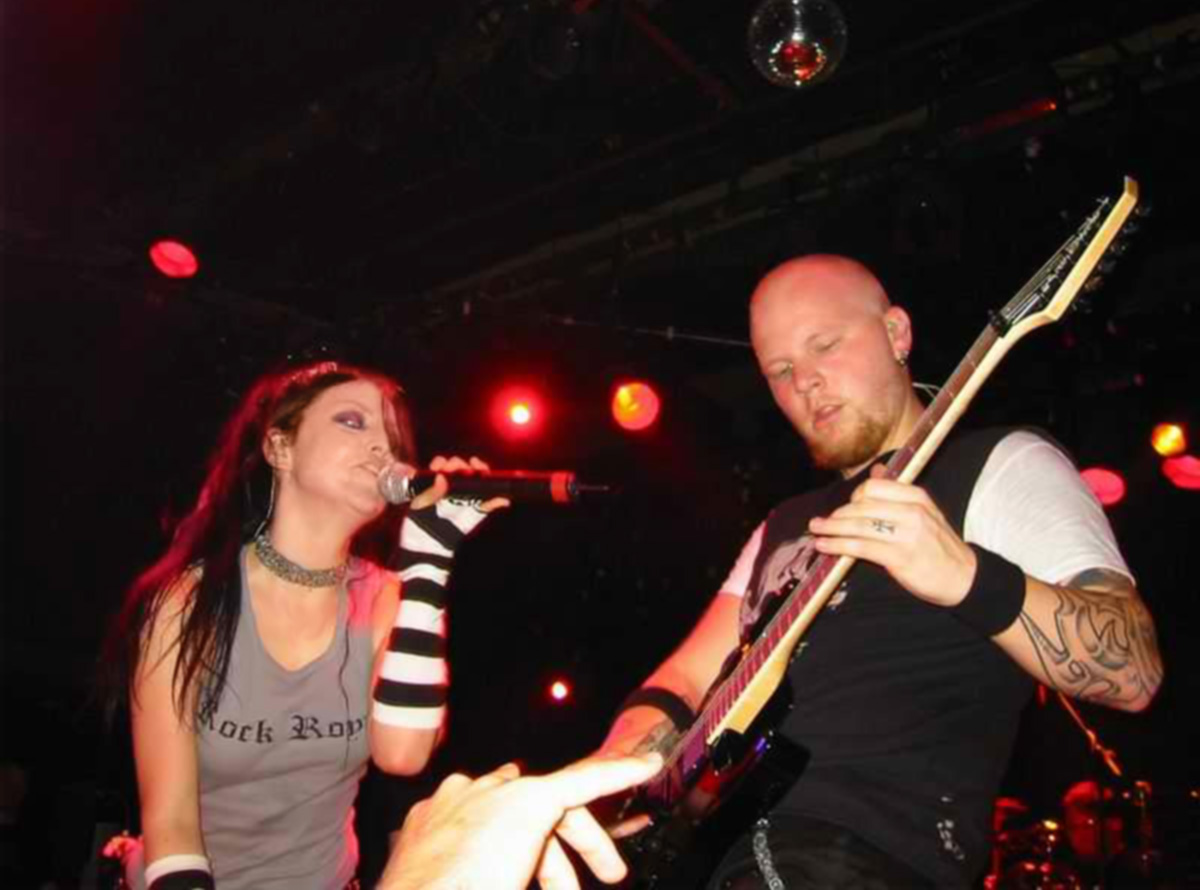
Evanescence

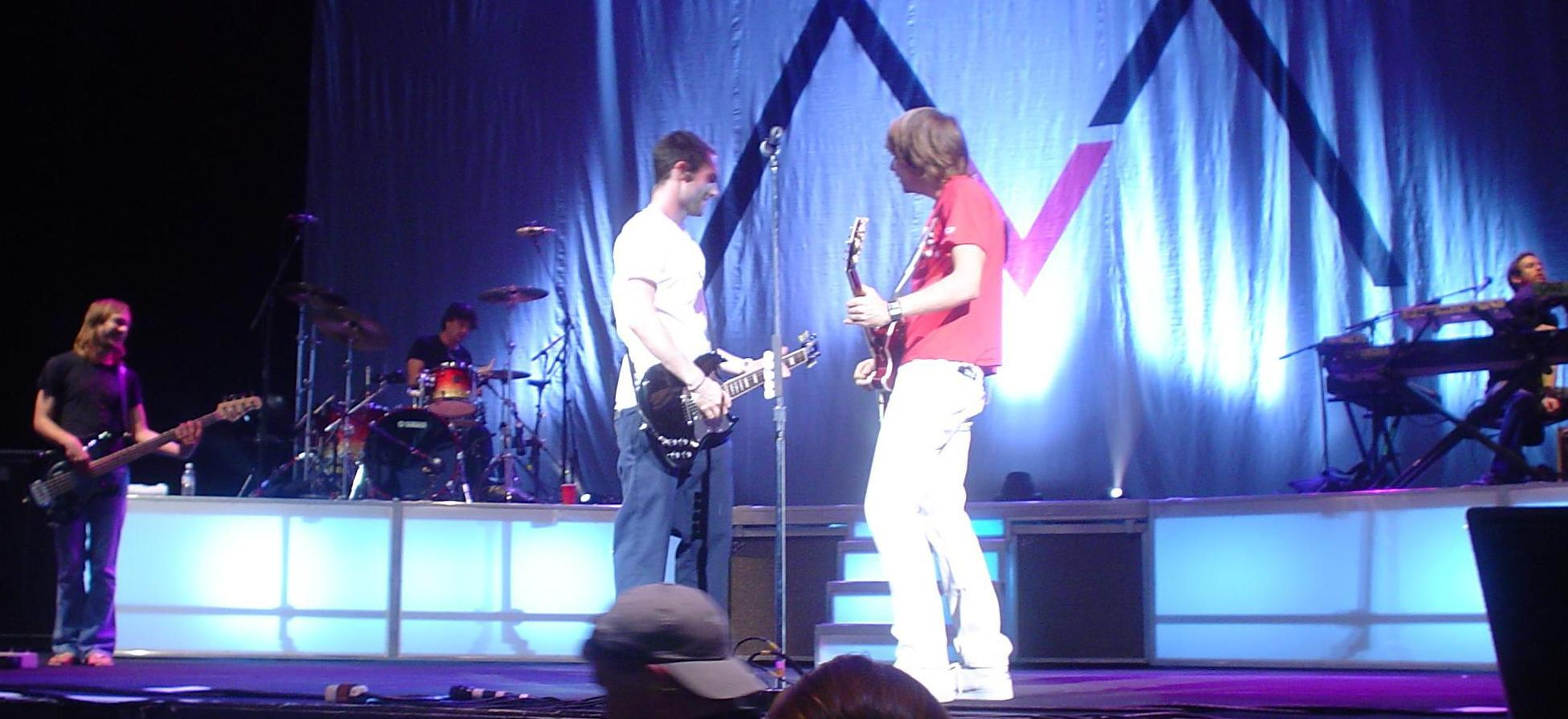
Maroon 5

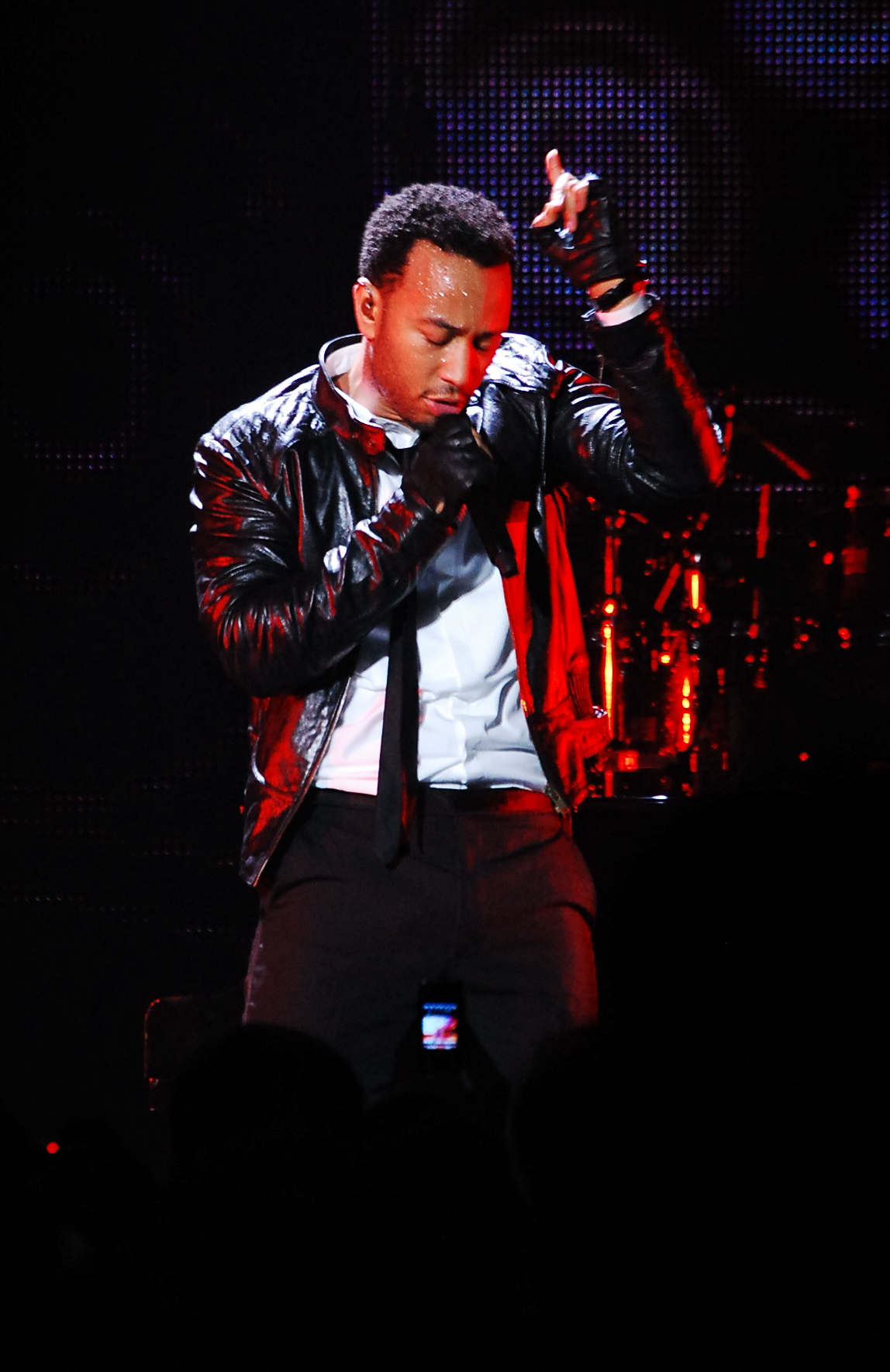
Джон Ледженд

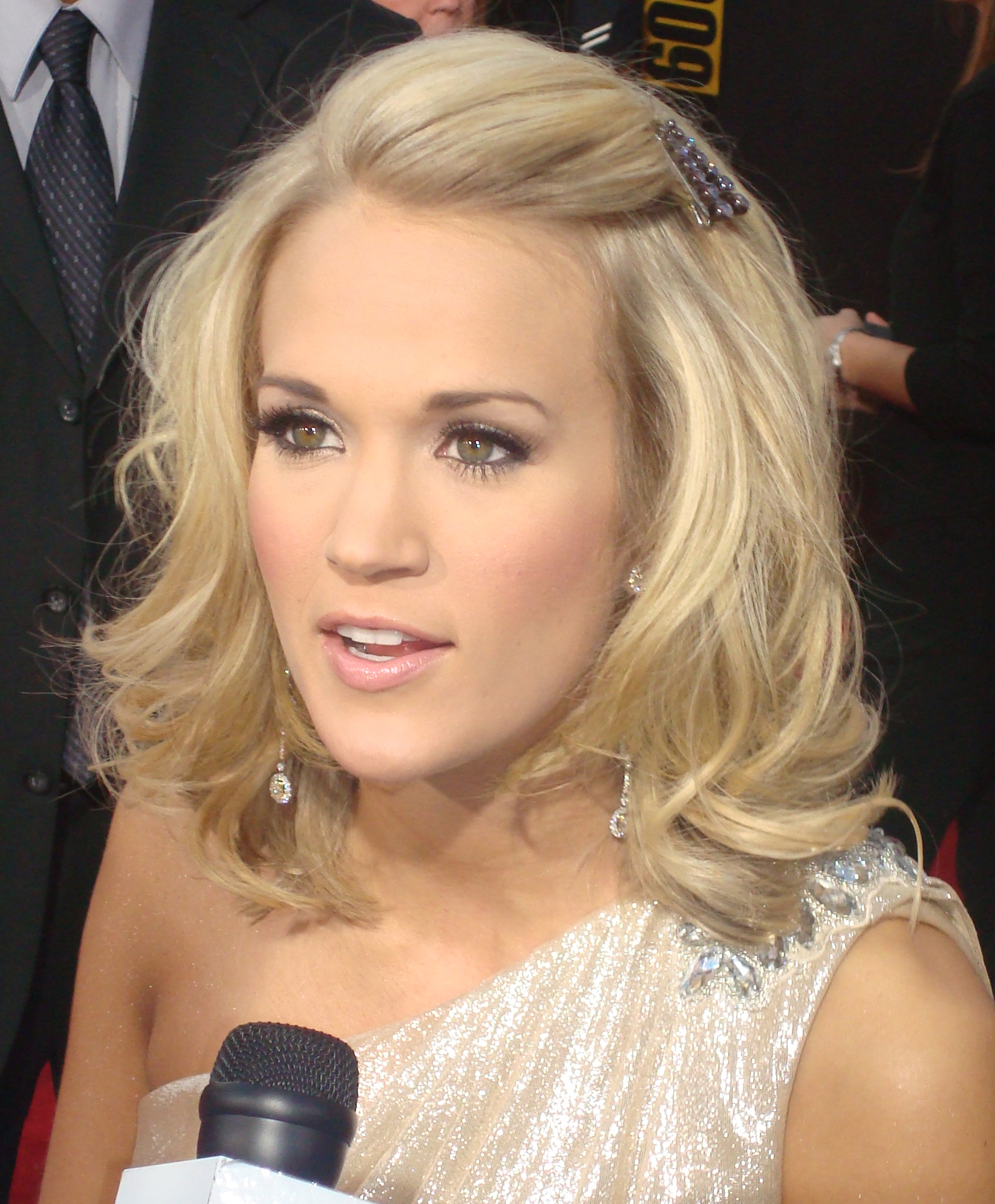
Кэрри Андервуд

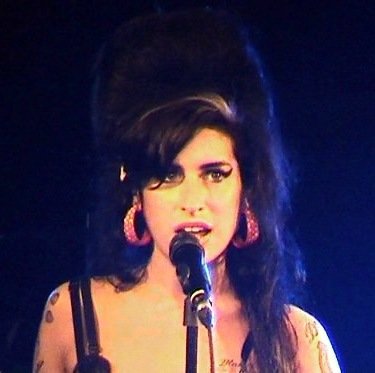
Эми Уайнхаус

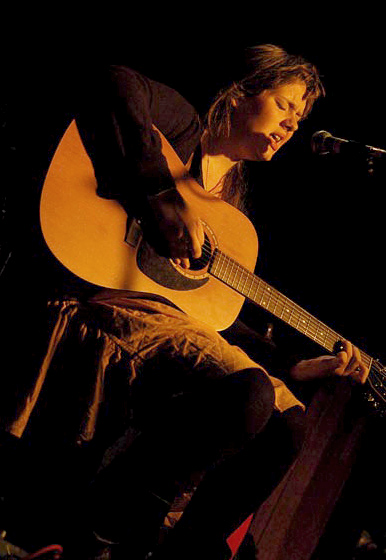
Адель

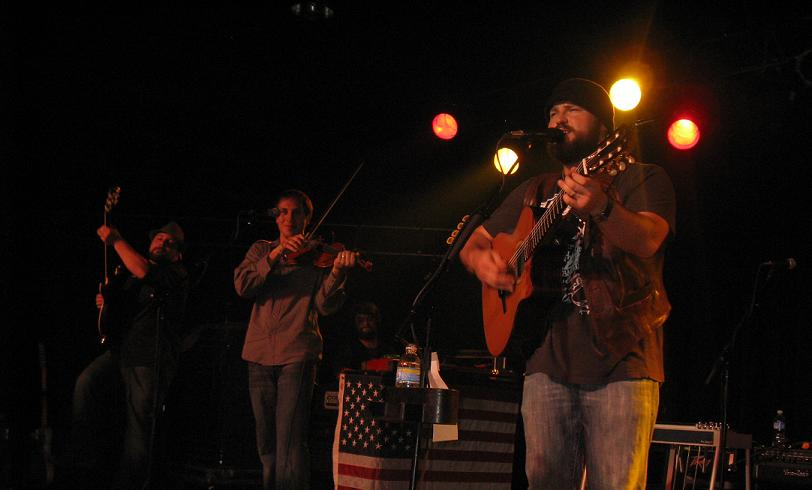
Zac Brown Band

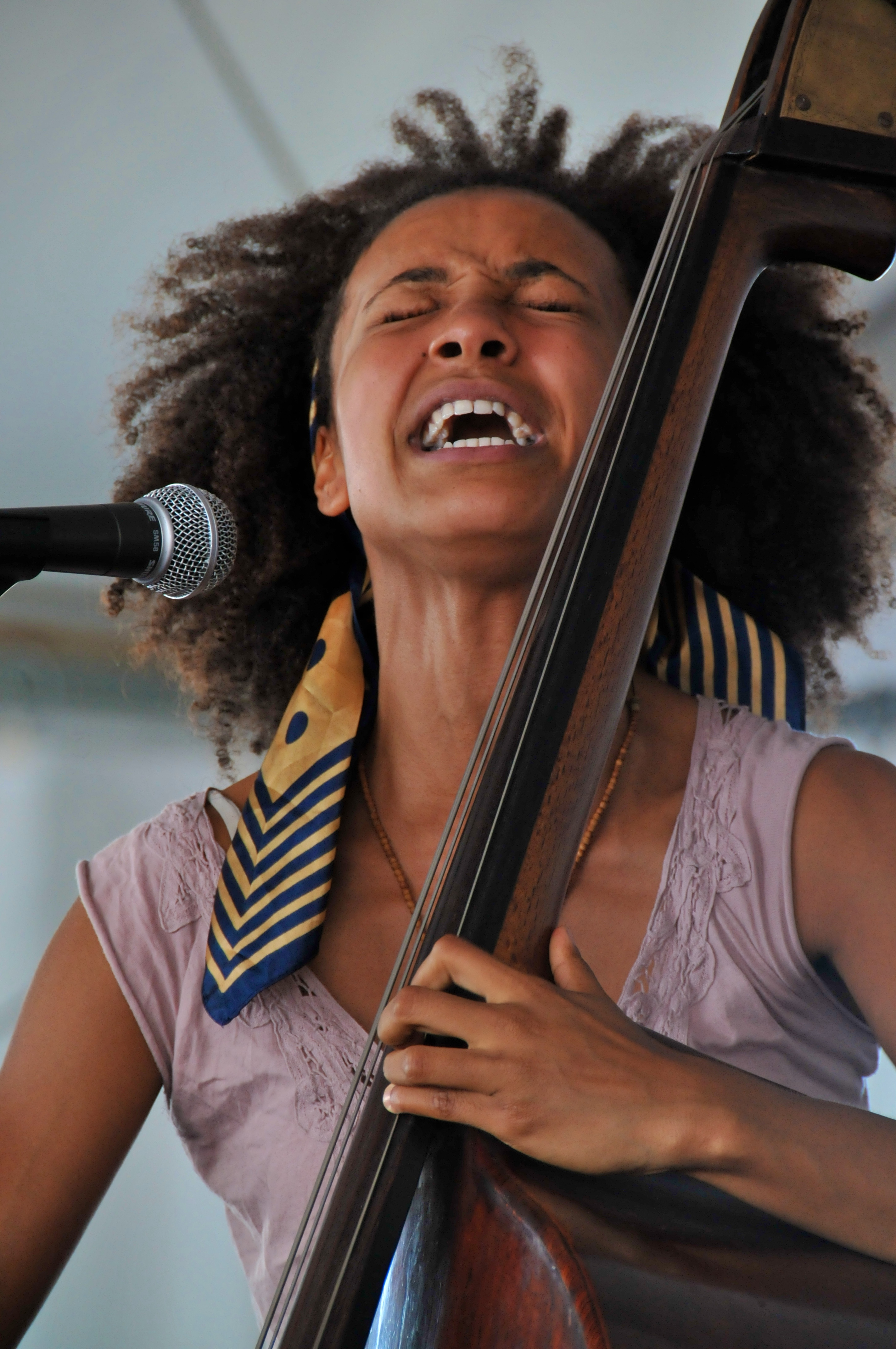
Эсперанса Сполдинг

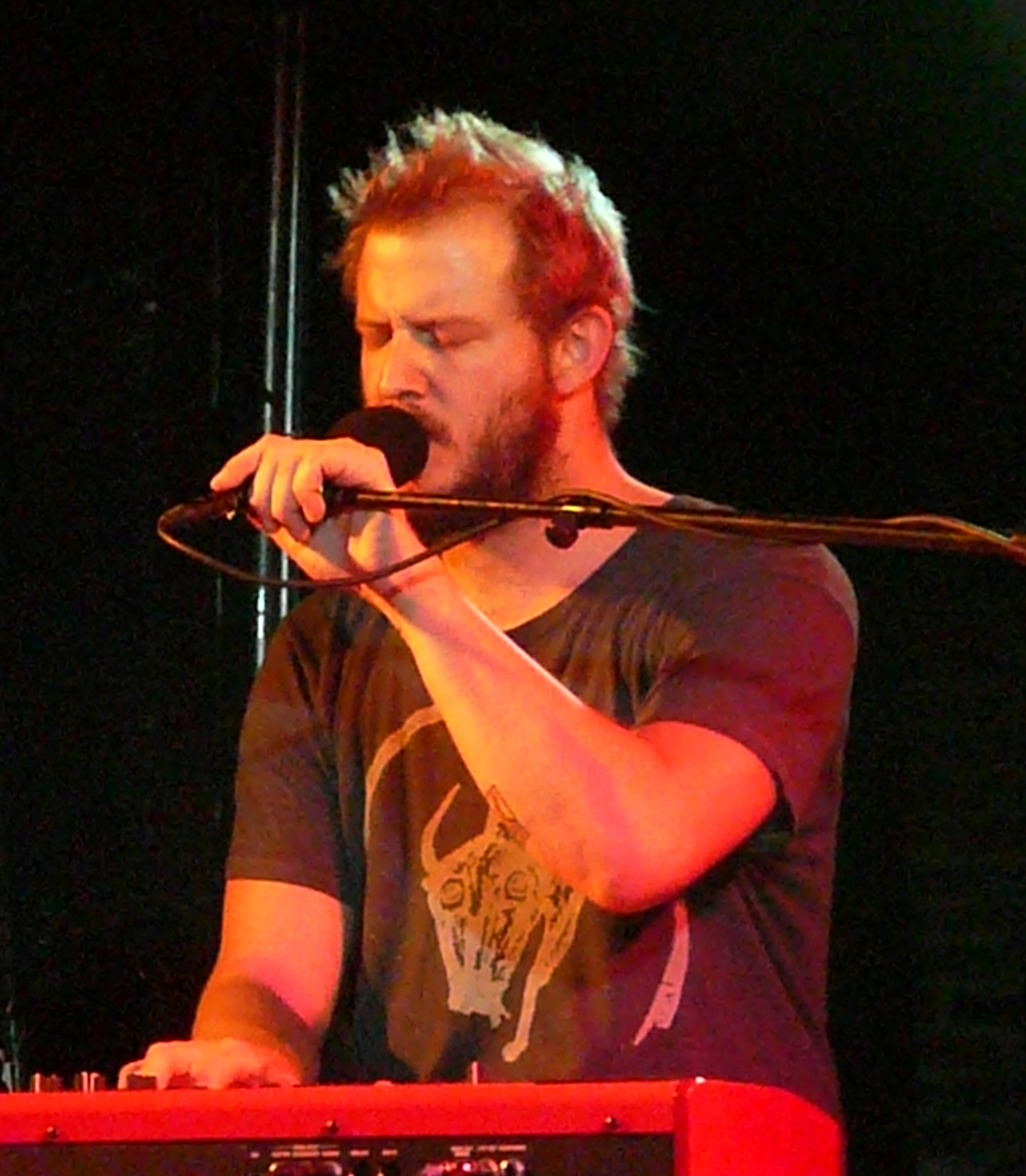
Bon Iver

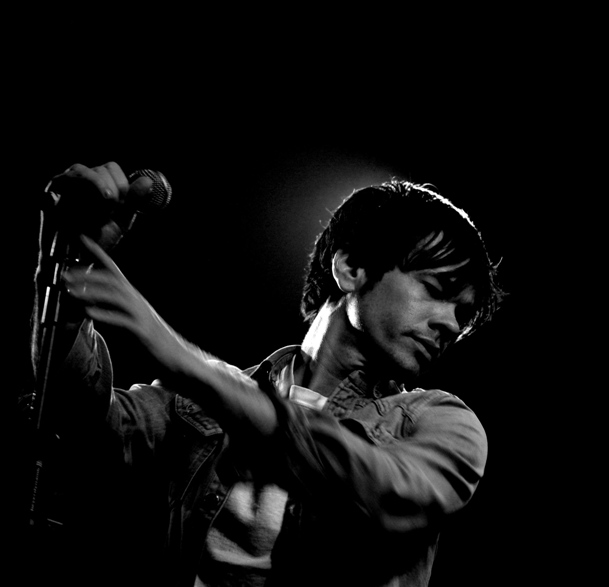
fun.

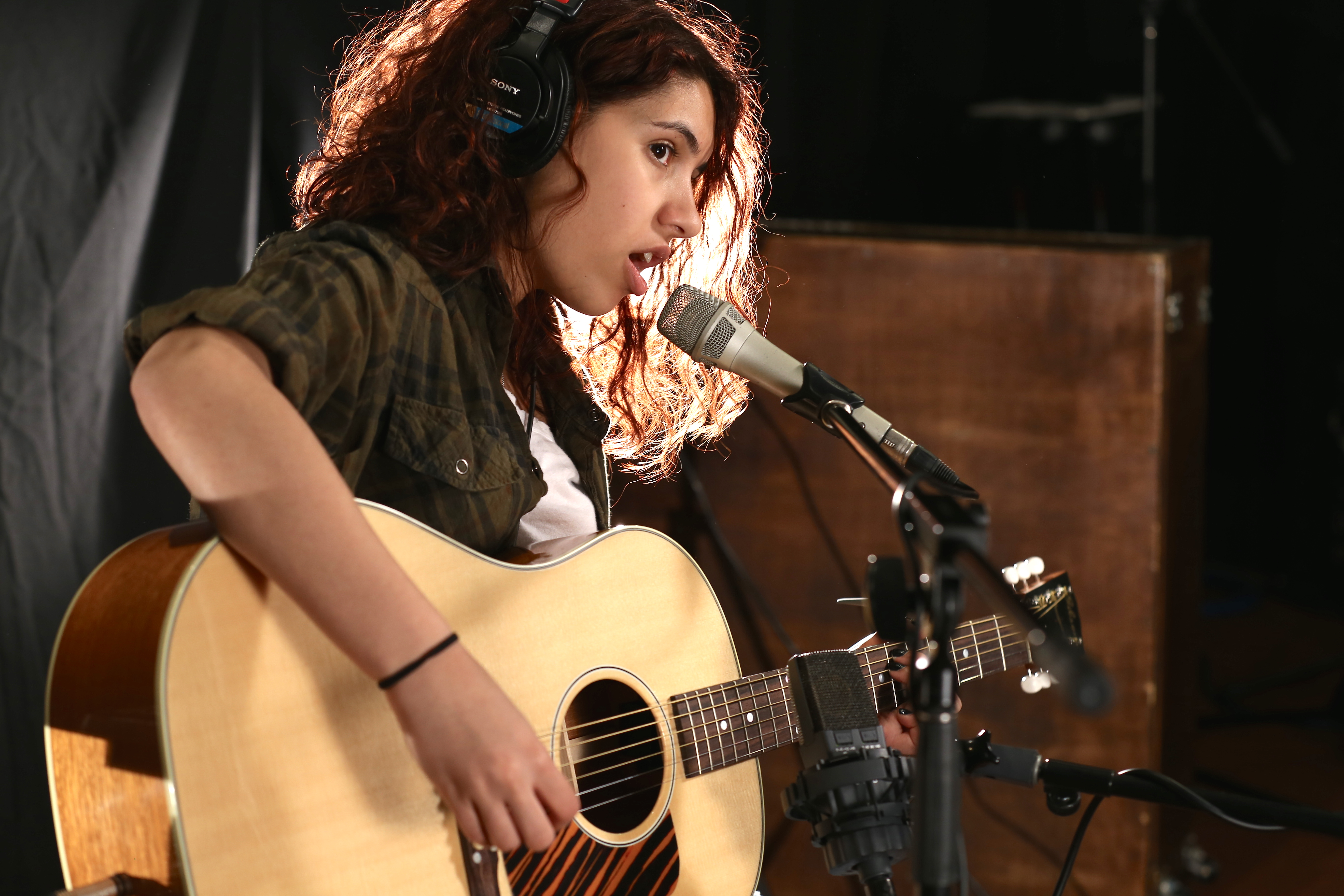
Алессия Кара

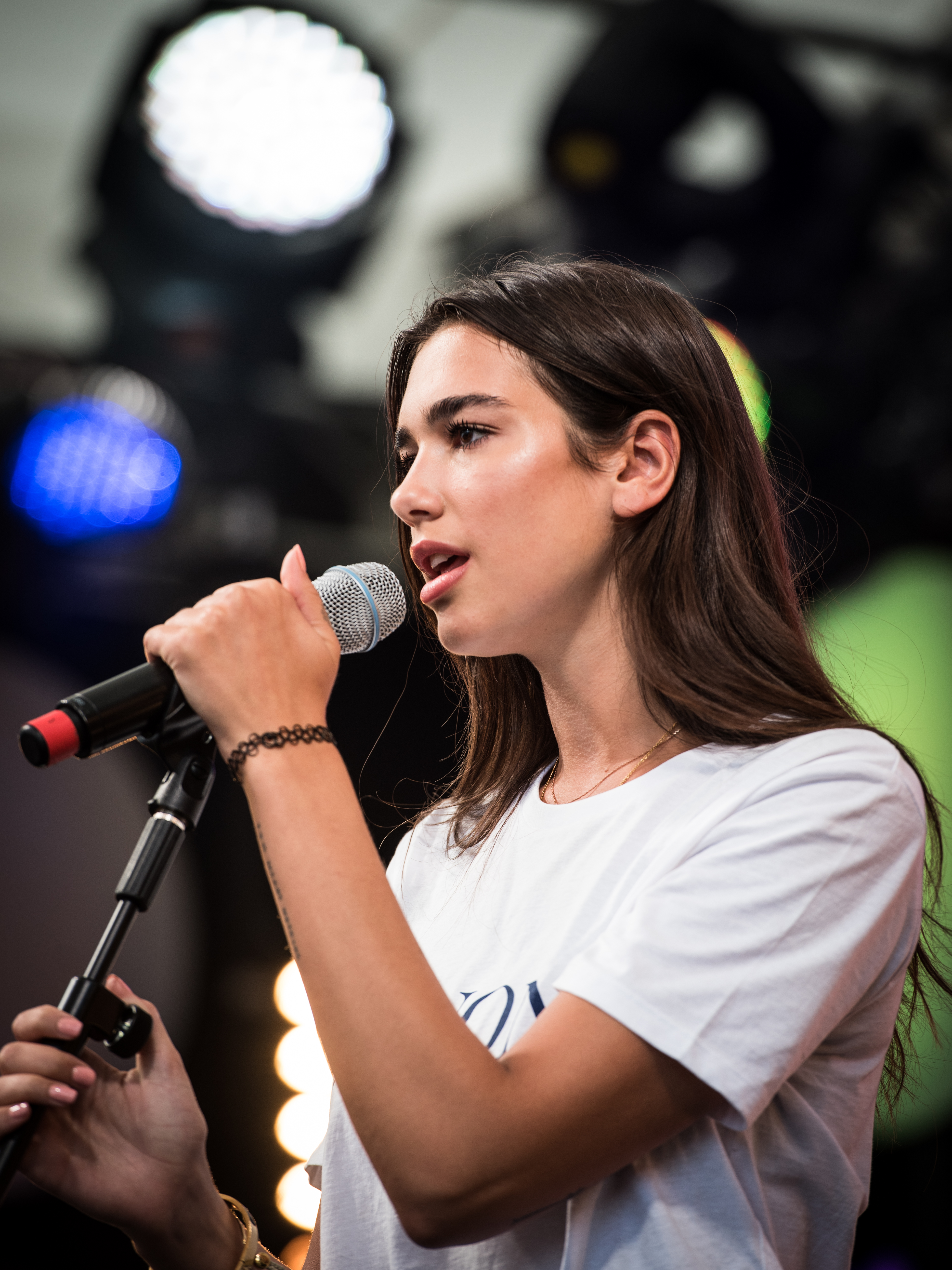
Дуа Липа

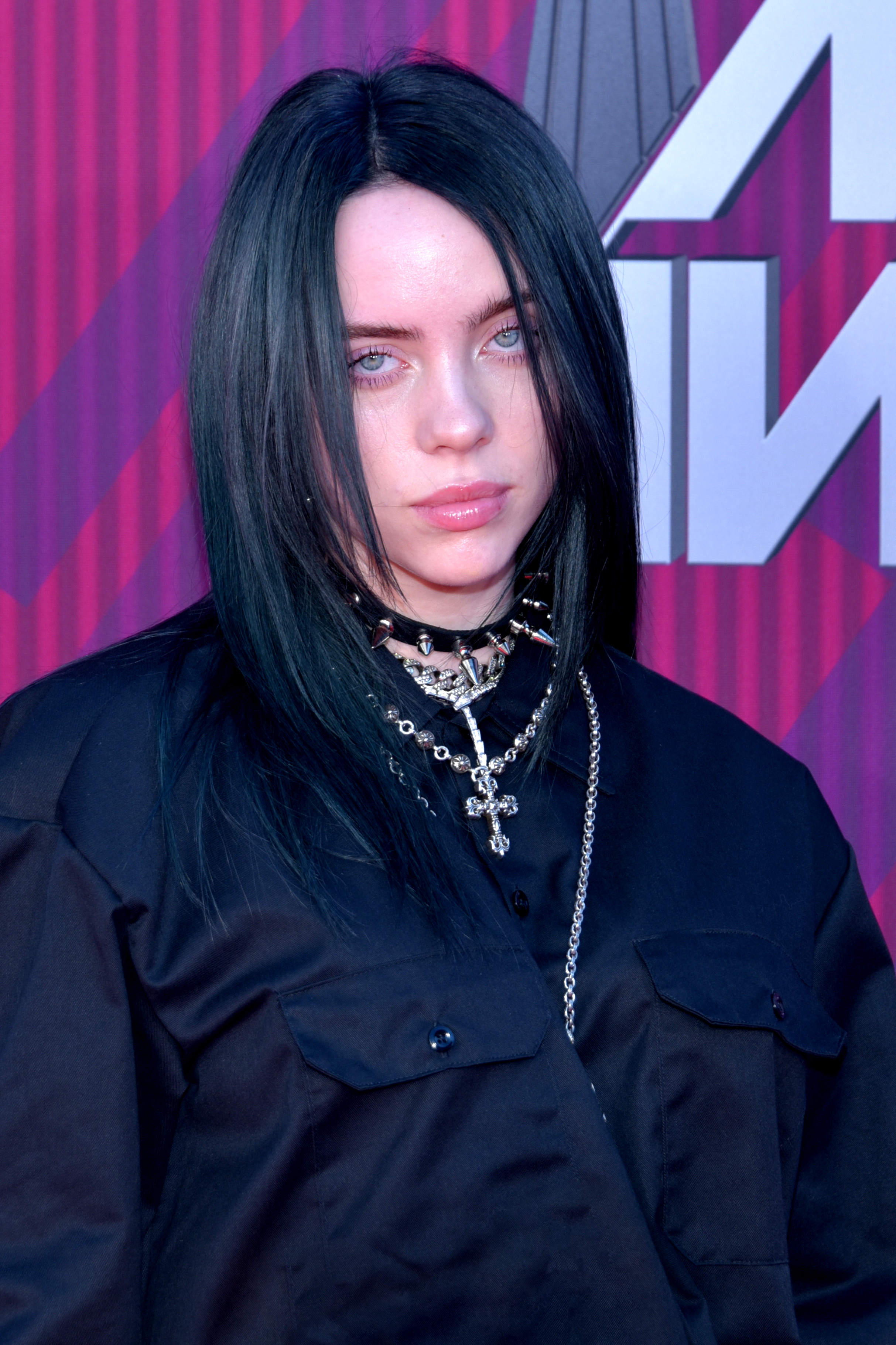
Билли Айлиш

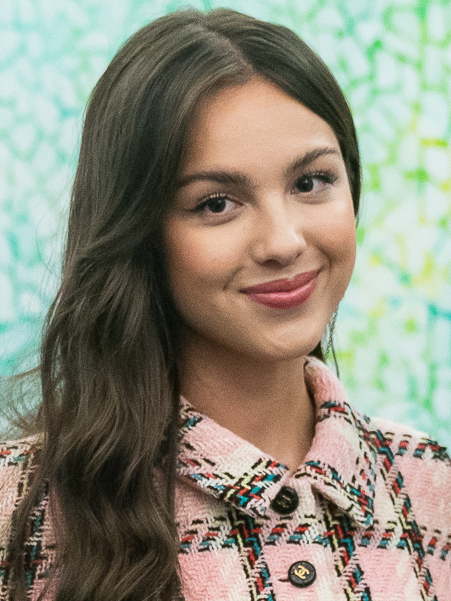
Оливия Родриго

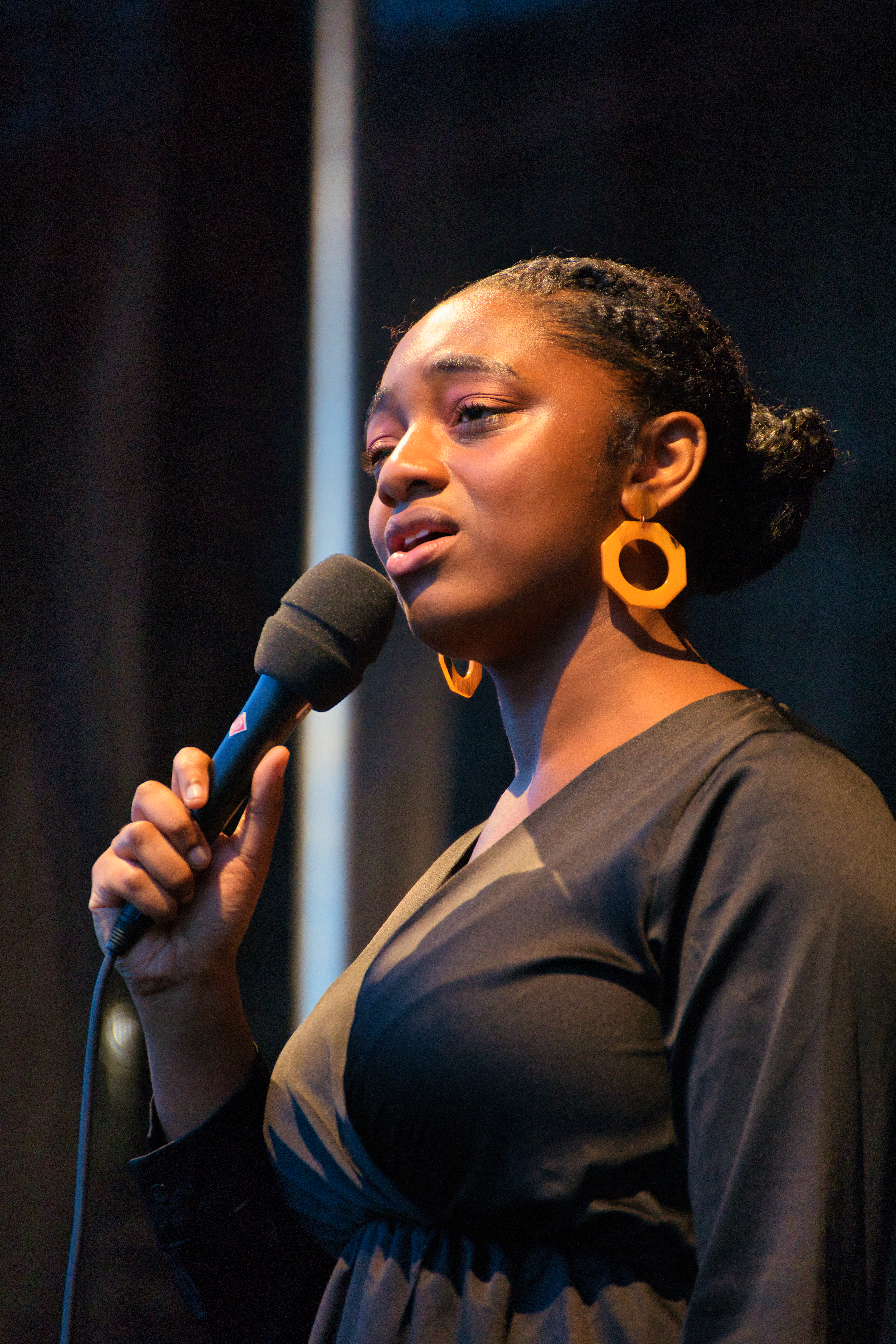
Самара Джой

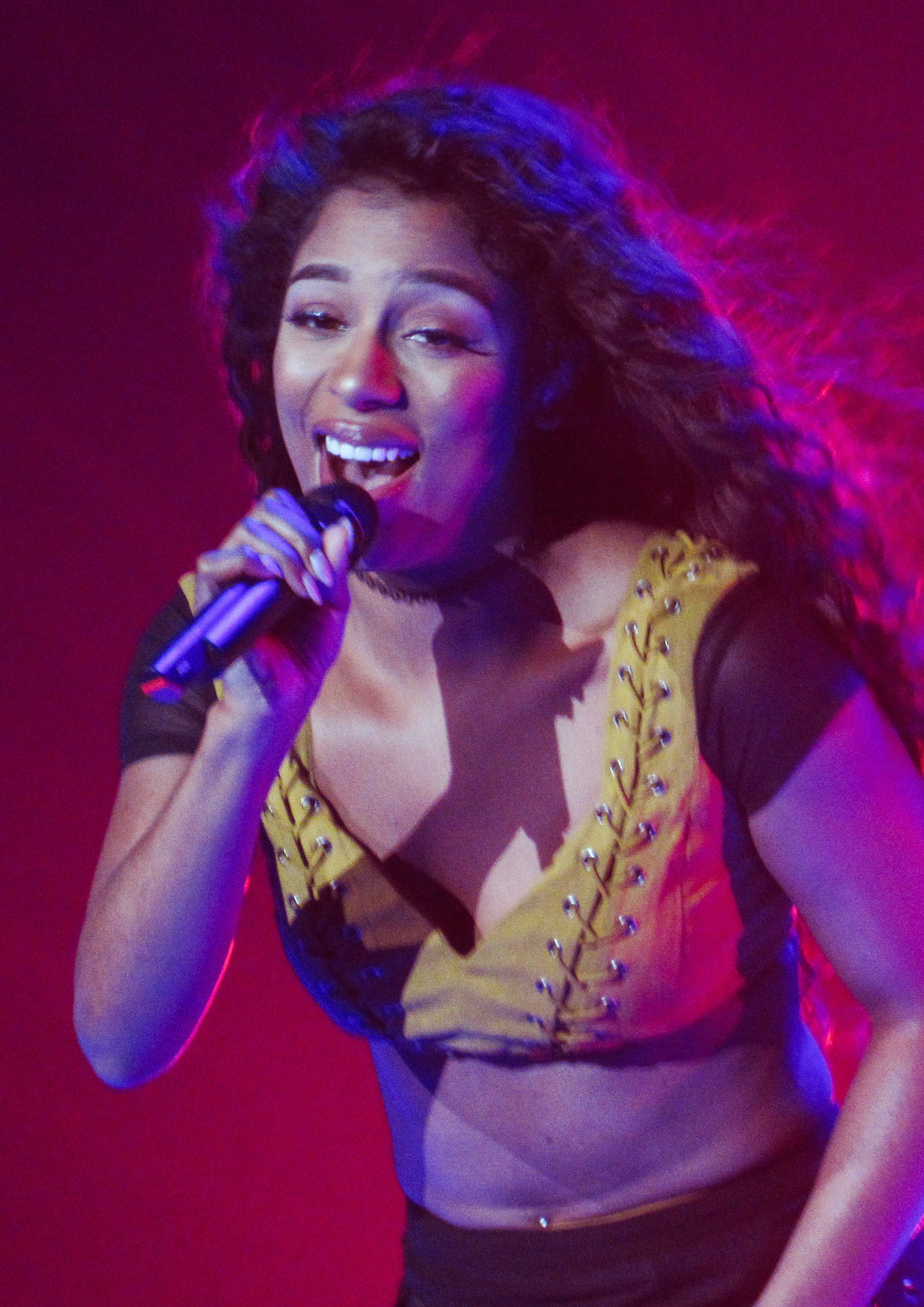
Виктория Моне

Премия «Грэмми» лучшему новому исполнителю (англ. Grammy Award for Best New Artist) вручается на ежегодной церемонии в США с 1960 года. Одна из самых престижных наград в современной музыкальной индустрии, которую можно сравнить с премией «Оскар» в кинематографе. Номинация «Лучшему новому исполнителю» (Best New Artist) вручается лучшему дебютанту (солисту или группе) за прошлый год и является одной из 4 основных (Большая четвёрка, The Big Four) из примерно 100 других номинаций этой премии.

## История
Эта категория единственная из всех остальных, в которой были отменены результаты награждения. В 1990 году своей премии лишилась группа Milli Vanilli, когда выяснилась, что они пели под фонограмму с чужим вокалом. Из 48 награждений почётных статуэток удостоились 24 певицы, 15 групп или дуэтов и только 11 певцов-мужчин. В 1997—2003 годах все награждённые были женщинами. Также, 14 лет награды не удостаивался ни один певец-мужчина. В 2006 году Джон Ледженд прервал эту традицию, которая стартовала с Марка Кона в 1992 году. 
Только 5 исполнителей смогли одновременно выиграть и вторую престижную премию в категории Лучший альбом года в тот же самый год: Боб Ньюхарт (1961), Кристофер Кросс (1981), Лорин Хилл (1999), Нора Джонс (2003) и Билли Айлиш (2020).
1984 год был отмечен тем, что все номинанты на премию Лучшему новому исполнителю были из-за пределов США (группы Culture Club, Eurythmics и Musical Youth были из Англии, Big Country — из Шотландии, а Men Without Hats — из Канады).
Понятие «новый арист» далеко не однозначно. Chance the Rapper, ставший лучшим новым артистом в 2017 году, до получения награды выпустил три альбома. Лиззо также успела выпустить три полноформатных альбома, включая прорывную пластинку Cuz I Love You, до того, как была номинирована в этой категории в 2020 году. А победительница 2011 года Эсперанса Сполдинг также выпустила три альбома до получения награды. Jelly Roll — один из главных прорывов 2023 года — начал выпускать длинную череду альбомов более десяти лет назад. Виктория Моне выпустила свой дебютный EP в 2015 году. А американский дуэт The War and Treaty, прежде чем выпустить в 2023 году альбом Lover’s Game, уже имел за плечами три альбома и годы опыта работы вне группы.
В 2010 году певица Леди Гага была исключена из номинирования на Best New Artist, так как её хит «Just Dance» уже был номинирован годом ранее (2009). Это привело к изменению правил номинирования в следующем году. По новым правилам исполнитель может быть номинирован сколь угодно долго, до тех пор пока он не выпустит свой первый полный музыкальный альбом. Американская актриса и певица Дженнифер Хадсон столкнулась с той же ситуацией, когда в 2008 году она была номинирована в категории Лучший саундтрек для кино, телевидения или других визуальных медиа за альбом Dreamgirls. Поэтому академия обновила свои правила, разрешив предыдущим номинантам выдвигаться на звание «Лучший новый артист» — при условии, что они не получили «Грэмми» и не выпустили целый альбом. Через шесть лет после этого академия вновь обновила требования к номинантам, «чтобы устранить альбомный барьер, учитывая современные тенденции в выпуске и продвижении новой музыки и новых артистов». В соответствии с ним артисты должны были «выпустить не менее пяти синглов/треков или один альбом, но не более 30 синглов/треков или трёх альбомов».
В 2020 году академия ещё раз обновила требования, отказавшись указывать «максимальное количество релизов», которые может выпустить артист, прежде чем будет признан не соответствующим требованиям. Вместо этого академия заявила, что «отборочные комитеты будут определять, достиг ли артист прорыва или известности до года, когда он будет включён в список». Сегодня академия официально описывает эту категорию как признание «артиста, чей релиз(ы), выпущенный(ые) в год получения права на премию, совершил(и) прорыв в общественное сознание и оказал(и) заметное влияние на музыкальный ландшафт».

## Список
| Год  | Победитель | Страна               | Номинанты | Ссылка               |
| ---- | --- | -------------------- | --- | -------------------- |
| 1960 | Бобби Дарин | США                  | - Эдд Бернс - Марк Мёрфи - Джонни Рестиво - Мавис Риверс                                                                        | [ 2 ]                |
| 1961 | Боб Ньюхарт | США                  | - The Brothers Four - Мириам Макеба - Леонтина Прайс - Джоани Соммерс                                                           | [ 2 ]                |
| 1962 | Питер Неро | США                  | - Энн-Маргрет - Дик Грегори - The Lettermen - Тими Юро                                                                          | [ 2 ]                |
| 1963 | Роберт Гуле | США                  | - The Four Seasons - Вон Мидер - The New Christy Minstrels - Peter, Paul and Mary - Аллан Шерман                                | [ 2 ]                |
| 1964 | The Swingle Singers | Франция              | - Викки Карр - Джон Гари - The J's with Jamie - Трини Лопес                                                                     | [ 2 ]                |
| 1965 | The Beatles | Великобритания       | - Петула Кларк - Аструд Жилберту - Антониу Карлус Жобин - Моргана Кинг                                                          | [ 2 ]                |
| 1966 | Том Джонс | Великобритания       | - The Byrds - Herman's Hermits - Хорст Янковский - Мэрилин Мей - Сонни и Шер - Гленн Ярбро                                      | [ 2 ]                |
| 1967 | Не присуждалась. | —                    | — |                      |
| 1968 | Бобби Джентри | США                  | - Лана Кантрелл - The 5th Dimension - Harpers Bizarre - Jefferson Airplane                                                      | [ 2 ]                |
| 1969 | Хосе Фелисиано | Пуэрто-Рико          | - Cream - Gary Puckett & the Union Gap - Jeannie C. Riley - О. C. Смит                                                          | [ 2 ] [ 15 ]         |
| 1970 | Crosby, Stills & Nash | Великобритания · США | - Chicago - Led Zeppelin - The Neon Philharmonic - Oliver                                                                       | [ 2 ]                |
| 1971 | The Carpenters | США                  | - Элтон Джон - Энн Мюррей - Мельба Мур - Семья Партриджей                                                                       | [ 2 ] [ 16 ]         |
| 1972 | Карли Саймон | США                  | - Chase - Emerson, Lake & Palmer - Hamilton, Joe Frank & Reynolds - Билл Уизерс                                                 | [ 2 ] [ 17 ]         |
| 1973 | America | Великобритания · США | - Гарри Чапин - Eagles - Loggins and Messina - Джон Прайн                                                                       | [ 2 ] [ 18 ]         |
| 1974 | Бетт Мидлер | США                  | - Эумир Деодато - Мари Осмонд - Марин Макговерн - Барри Уайт                                                                    | [ 2 ] [ 19 ]         |
| 1975 | Марвин Хэмлиш | США                  | - Bad Company - Джонни Бристоль - Дэвид Эссекс - Graham Central Station - Фиби Сноу                                             | [ 2 ]                |
| 1976 | Натали Коул | США                  | - Моррис Альберт - Amazing Rhythm Aces - Brecker Brothers - KC and the Sunshine Band                                            | [ 2 ] [ 20 ]         |
| 1977 | Starland Vocal Band | США                  | - Boston - Dr. Buzzard's Original Savannah Band - The Brothers Johnson - Wild Cherry                                            | [ 2 ] [ 21 ]         |
| 1978 | Дебби Бун | США                  | - Стивен Бишоп - Шон Кэссиди - Foreigner - Энди Гибб                                                                            | [ 2 ]                |
| 1979 | A Taste of Honey | США                  | - The Cars - Элвис Костелло - Крис Ри - Toto                                                                                    | [ 2 ] [ 22 ]         |
| 1980 | Рики Ли Джонс | США                  | - The Blues Brothers - Dire Straits - The Knack - Робин Уильямс                                                                 | [ 23 ]               |
| 1981 | Кристофер Кросс | США                  | - Айрин Кара - Robbie Dupree - Amy Holland - The Pretenders                                                                     | [ 24 ]               |
| 1982 | Шина Истон | Великобритания       | - Adam and the Ants - The Go-Go's - Джеймс Ингрэм - Лютер Вандросс                                                              | [ 25 ]               |
| 1983 | Men at Work | Австралия            | - Asia - Jennifer Holliday - The Human League - Stray Cats                                                                      | [ 26 ]               |
| 1984 | Culture Club | Великобритания       | - Big Country - Eurythmics - Men Without Hats - Musical Youth                                                                   | [ 10 ]               |
| 1985 | Синди Лопер | США                  | - Sheila E. - Frankie Goes to Hollywood - Кори Харт - The Judds                                                                 | [ 27 ]               |
| 1986 | Sade | Великобритания       | - a-ha - Freddie Jackson - Katrina and the Waves - Джулиан Леннон                                                               | [ 28 ]               |
| 1987 | Bruce Hornsby and the Range | США                  | - Glass Tiger - Nu Shooz - Simply Red - Timbuk3                                                                                 | [ 29 ]               |
| 1988 | Джоди Уотли | США                  | - Breakfast Club - Cutting Crew - Теренс Трент Д’Арби - Swing Out Sister                                                        | [ 30 ]               |
| 1989 | Трэйси Чэпмен | США                  | - Рик Эстли - Toni Childs - Take 6 - Ванесса Уильямс                                                                            | [ 31 ]               |
| 1990 | Группа Milli Vanilli, вначале получившая эту премию, позднее была её лишена за исполнение под фонограмму. Новый победитель так и не был назван. | N/A                  | - Нене Черри - Indigo Girls - Soul II Soul - Tone Lōc - Milli Vanilli                                                           | [ 6 ]                |
| 1991 | Мэрайя Кэри | США                  | - The Black Crowes - The Kentucky Headhunters - Wilson Phillips - Лиза Стэнсфилд                                                | [ 32 ]               |
| 1992 | Марк Кон | США                  | - Boyz II Men - C+C Music Factory - Color Me Badd - Seal                                                                        | [ 33 ]               |
| 1993 | Arrested Development | США                  | - Билли Рэй Сайрус - Софи Б. Хоукинс - Kris Kross - Джон Секада                                                                 | [ 34 ]               |
| 1994 | Тони Брэкстон | США                  | - Belly - Blind Melon - Digable Planets - SWV                                                                                   | [ 35 ]               |
| 1995 | Шерил Кроу | США                  | - Ace of Base - Counting Crows - Crash Test Dummies - Green Day                                                                 | [ 36 ]               |
| 1996 | Hootie & the Blowfish | США                  | - Брэнди Норвуд - Аланис Мориссетт - Джоан Осборн - Шэнайя Твейн                                                                | [ 37 ]               |
| 1997 | Лиэнн Раймс | США                  | - Garbage - Джуэл - No Doubt - The Tony Rich Project                                                                            | [ 38 ]               |
| 1998 | Пола Коул | США                  | - Фиона Эппл - Эрика Баду - Puff Daddy - Hanson                                                                                 | [ 39 ]               |
| 1999 | Лорин Хилл | США                  | - Backstreet Boys - Андреа Бочелли - Dixie Chicks - Натали Имбрулья                                                             | [ 40 ]               |
| 2000 | Кристина Агилера | США                  | - Мейси Грей - Кид Рок - Бритни Спирс - Сьюзан Тедески                                                                          | [ 41 ]               |
| 2001 | Шелби Линн | США                  | - Брэд Пейсли - Papa Roach - Джилл Скотт - Sisqó                                                                                | [ 42 ]               |
| 2002 | Алиша Киз | США                  | - India.Arie - Нелли Фуртадо - Дэвид Грэй - Linkin Park                                                                         | [ 43 ]               |
| 2003 | Нора Джонс | США                  | - Ashanti - Мишель Бранч - Аврил Лавин - Джон Мейер                                                                             | [ 8 ]                |
| 2004 | Evanescence | США                  | - 50 Cent - Fountains of Wayne - Heather Headley - Шон Пол                                                                      | [ 44 ]               |
| 2005 | Maroon 5 | США                  | - Los Lonely Boys - Джосс Стоун - Канье Уэст - Гретхен Уилсон                                                                   | [ 45 ]               |
| 2006 | Джон Ледженд | США                  | - Сиара - Fall Out Boy - Keane - Sugarland                                                                                      | [ 7 ]                |
| 2007 | Кэрри Андервуд | США                  | - Джеймс Блант - Крис Браун - Имоджен Хип - Корин Бэйли Рэй                                                                     | [ 46 ]               |
| 2008 | Эми Уайнхаус | Великобритания       | - Feist - Ledisi - Paramore - Тейлор Свифт                                                                                      | [ 47 ]               |
| 2009 | Адель | Великобритания       | - Даффи - Jonas Brothers - Lady Antebellum - Джазмин Салливан                                                                   | [ 48 ]               |
| 2010 | Zac Brown Band | США                  | - Кери Хилсон - MGMT - Silversun Pickups - The Ting Tings                                                                       | [ 49 ]               |
| 2011 | Эсперанса Сполдинг | США                  | - Дрейк - Florence and the Machine - Джастин Бибер - Mumford & Sons                                                             | [ 50 ]               |
| 2012 | Bon Iver | США                  | - The Band Perry - J. Cole - Ники Минаж - Скриллекс                                                                             | [ 2 ] [ 51 ]         |
| 2013 | fun. | США                  | - Alabama Shakes - Хантер Хейз - The Lumineers - Фрэнк Оушен                                                                    | [ 2 ] [ 52 ]         |
| 2014 | Macklemore & Ryan Lewis | США                  | - Джеймс Блейк - Кендрик Ламар - Кейси Масгрейвс - Эд Ширан                                                                     | [ 53 ]               |
| 2015 | Сэм Смит | Великобритания       | - Bastille - Кларк Брэдли - Haim - Игги Азалия                                                                                  | [ 54 ]               |
| 2016 | Меган Трейнор | США                  | - Кортни Барнетт - Джеймс Бэй - Сэм Хант - Тори Келли                                                                           | [ 55 ]               |
| 2017 | Chance the Rapper | США                  | - Келси Баллерини - The Chainsmokers - Марен Моррис - Anderson .Paak                                                            | [ 56 ]               |
| 2018 | Алессия Кара | Канада               | - Khalid - Lil Uzi Vert - Джулия Майклз - SZA                                                                                   | [ 57 ] [ 58 ] [ 59 ] |
| 2019 | Дуа Липа | Великобритания       | - Люк Комбс - Биби Рекса - Джорджа Смит - Greta Van Fleet - Chloe x Halle - H.E.R. - Марго Прайс                                | [ 60 ]               |
| 2020 | Билли Айлиш | США                  | - Black Pumas - Maggie Rogers - Lil Nas X - Лиззо - Росалия - Tank and the Bangas - Yola                                        | [ 61 ]               |
| 2021 | Megan Thee Stallion | США                  | - Ингрид Эндресс - Фиби Бриджерс - Chika - Ноа Сайрус - D Smoke - Doja Cat - Kaytranada                                         | [ 62 ]               |
| 2022 | Оливия Родриго | США                  | - Arooj Aftab - Jimmie Allen - Baby Keem - Finneas - Glass Animals - Japanese Breakfast - The Kid Laroi - Arlo Parks - Saweetie | [ 63 ]               |
| 2023 | Самара Джой | США                  | - Анитта - Omar Apollo - Domi & JD Beck - Latto - Måneskin - Muni Long - Tobe Nwigwe - Molly Tuttle - Wet Leg                   | [ 64 ]               |
| 2024 | Виктория Моне | США                  | - Грэйси Абрамс - Fred again.. - Ice Spice - Jelly Roll - Коко Джонс - Noah Kahan - The War and Treaty                          | [ 65 ]               |
| 2025 | Чаппелл Рон | США                  | - Бенсон Бун - Сабрина Карпентер - Doechii - Khruangbin - Raye - Shaboozey - Тедди Свимс                                        | [ 66 ]               |